# Arzl im Pitztal
Arzl im Pitztal este un oraș în districtul Imst, Tirol, Austria.